# 큰멧돼지풀
큰멧돼지풀 (학명: Heracleum mantegazzianum 헤라클레움 만테가지아눔[*])은 미나리과에 속한 잡초이다. 2 ~ 5.5 미터까지 자라는 키큰 풀이다. 겉보기에 어수리나 안젤리카를 닮았다. 광독성 식물이라 많은 나라에서 병해충에 해당하는 잡초로 분류한다. 큰멧돼지풀의 원산지는 캅카스 산맥의 (흑해에 가까운) 서쪽 지역이며, 19세기쯤에 브리튼 제도로 흘러들어왔다. 현재 유럽, 미국, 캐나다 등지에서도 볼 수 있다. 영어권 국가에서 가장 흔히 쓰이는 이름은 큰멧돼지풀(giant hogweed) 이 가장 대중적이지만, 그 외에도 수레바퀴꽃(cartwheel-flower), 큰젖소어수리(giant cow parsnip) 등 다른 이름도 함께 쓰인다.
큰멧돼지풀의 즙액은 식물광선피부염을 일으켜 물집, 흉터를 발생시킬 수 있으며, 눈에 들어가면 실명할 수 있다. 이러한 유독 반응은 잎, 뿌리, 줄기, 꽃, 씨에 함유된 푸라노쿠머린 때문이다.

## 특징
큰멧돼지풀의 억센 줄기는 밝은 녹색이며 검붉은 점이 곳곳에 나 있고, 속은 비어있다. 줄기의 지름은 3 ~ 8 센티미터이고 10 센티미터까지 자라기도 한다. 줄기에 나 있는 검붉은 점에는 커다랗고 뻣뻣한 하얀 털들이 자란다. 갈라지는 형태의 잎은 1 ~ 1.7 미터 크기까지 자란다.
수명은 최대 십수 년 정도지만, 덩이줄기에서 매년 새로 싹이 난다. 6 ~7월 사이에 작고 새하얀 꽃들이 잔뜩 모여 지름 80 센티미터 정도의 덩어리를 이룬다. 꽃은 대부분 하얀색이지만 드물게 분홍빛 꽃을 피우는 개체도 있다. 길이 1 센티미터의 납작한 달걀꼴의 씨앗을 1,500 ~ 100,000 개 생산한다. 바람에 의해 씨앗이 10 미터 정도 날아갈 수 있으며, 물에 떨어져 물의 흐름을 타고 훨씬 먼 지방으로 퍼질 수도 있다. 큰멧돼지풀은 일임성식물이기에 씨앗을 맺으면 죽는다. 늦가을에서 초겨울 사이에 죽게 되지만, 죽고 나서도 줄기는 겨울 동안에도 그 자리에 남는다.
큰멧돼지풀은 연 강수량이 1,000 ~ 2,000 밀리미터 사이이고 여름이 더운 기후에서 잘 자란다고 보고되었다.

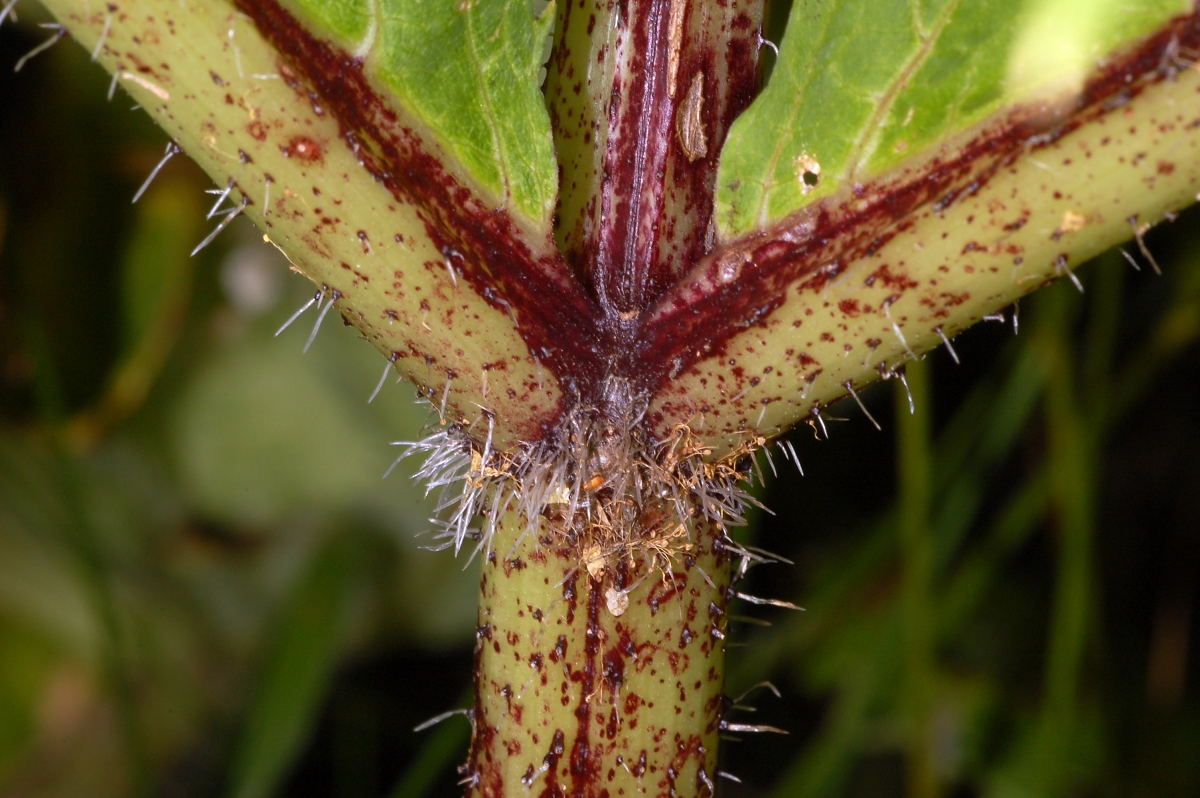
큰멧돼지풀의 털.
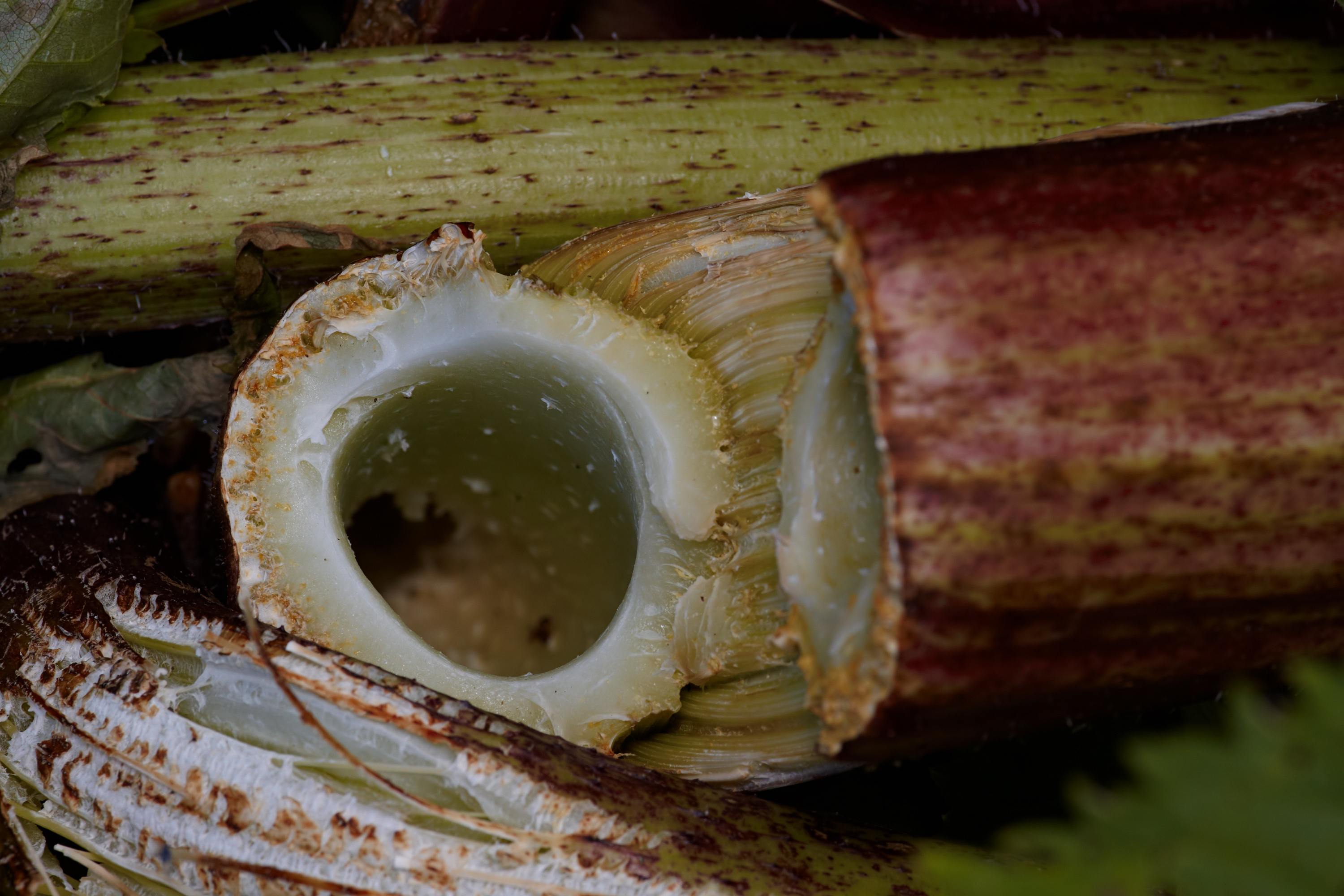
큰멧돼지풀의 줄기.
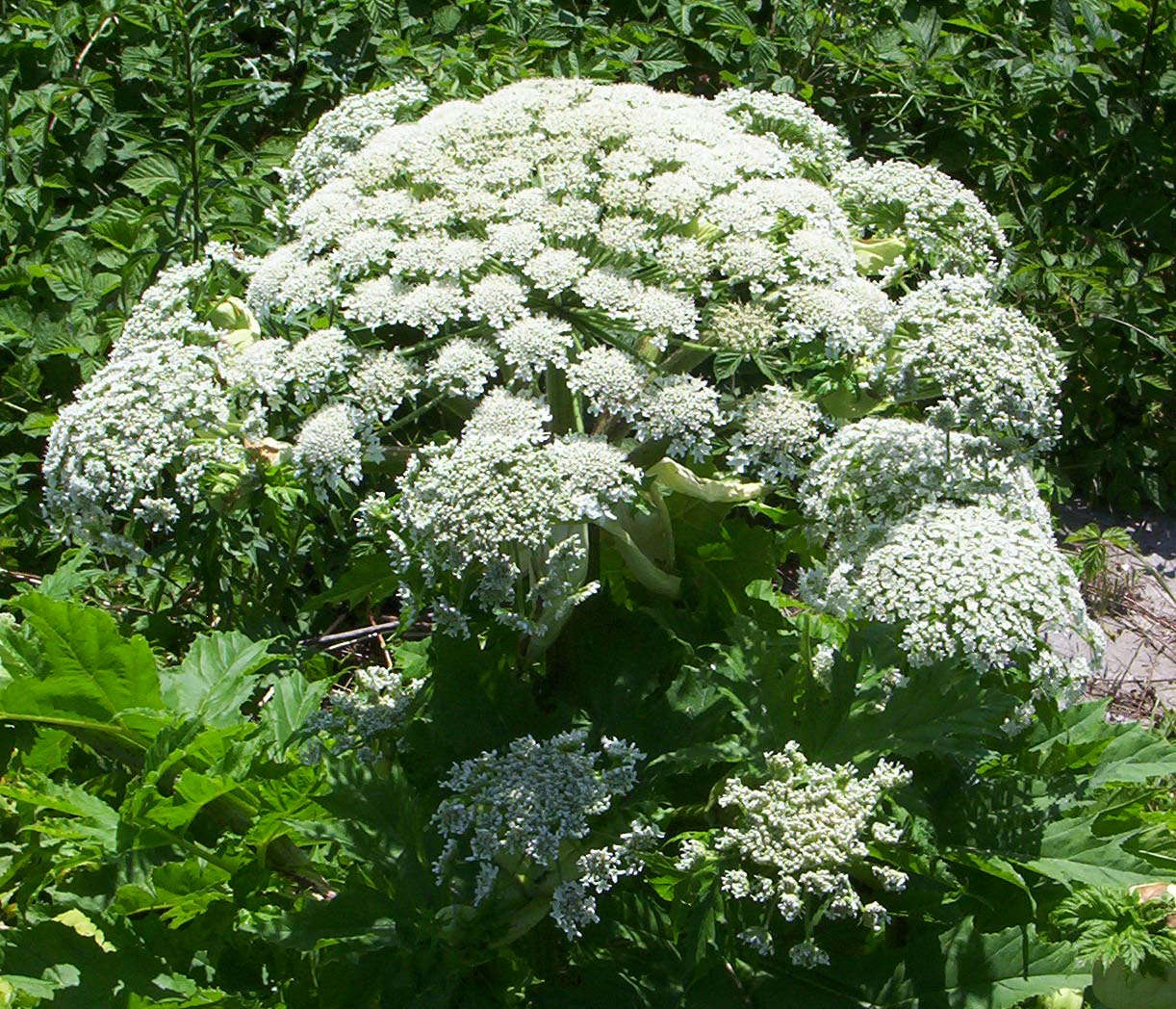
큰멧돼지풀의 꽃.

## 독성
이 식물은 광독성 식물이다. 이 식물의 진액에 접촉한 피부가 햇빛 또는 자외선에 노출되면 식물광선피부염을 일으켜 끔찍한 염증을 발생시킨다. 우선 피부가 붉은색으로 변하고 가려워지기 시작한다. 그리고 물집이 생기고 48시간 동안 불에 타는 듯한 고통이 뒤따른다. 물집은 검은색 또는 보라색 흉터로 변하고 이 흉터는 몇 년 동안 남는다. 치료를 위해서 입원이 권장된다. 진액이 눈에 들어갔을 경우 미량이라도 일시적 또는 영구적 실명을 초래할 수 있다. 이러한 유독 반응은 푸라노쿠머린 유도체가 잎, 뿌리, 줄기, 꽃, 씨앗 등 식물 전체에 잔뜩 들어있기 때문이다. 이 화학물질은 상피세포의 세포핵에 침투해 DNA와 결합하여 그 세포를 죽게 만든다. 갈색 변색은 푸라노쿠머린이 멜라닌을 만들어내기 때문이다.

## 구제 대책

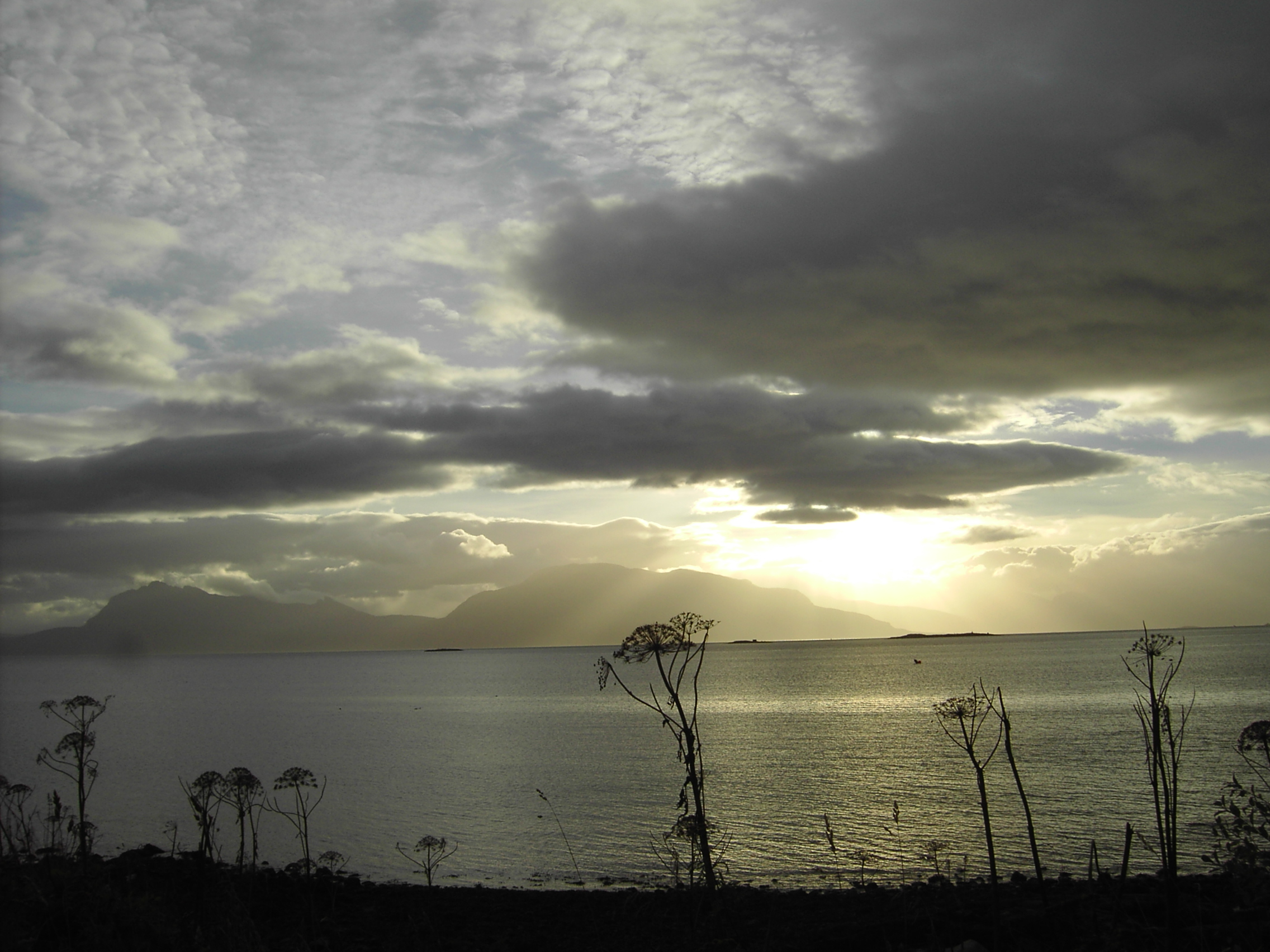
노르웨이의 해안에서 자라고 있는 큰멧돼지풀.

이런 이유로 여러 나라에서 큰멧돼지풀을 적극적으로 제거하고 있다. 영국에서는 1981년 야생 및 전원지대 조례에서 이 식물을 재배하거나 야생에 심는 것을 불법으로 규정하였다. 아일랜드의 소택지에서는 큰멧돼지풀이 흔하다.
미국 정부에서도 1974년 유해 잡초 연방조례를 통해 큰멧돼지풀을 규제하며, 미국 영토 내로 수입하거나 농무성의 허가 없이  다른 주(州)로 이동시키는 것은 불법이다. 농무성 산하 산림청에서는 돼지나 소가 큰멧돼지풀을 먹을 수 있다고 발표했다.
뉴욕주 환경보호국은 2008년 이래로 보고, 데이터베이스 유지, 제초 등 다양한 방식으로 큰멧돼지풀을 방제하려고 노력하고 있다.
2011년, 메인 주의 원예학자들이 큰멧돼지풀이 메인 주의 21개 장소에서 발견되었으며, 그 모종의 수는 1개에서 백여 개에 이른다고 보고했다.

## 국내 서식
영국, 프랑스 등 서부 유럽에 많이 서식하고 국내에는 서식하지 않는 것으로 알려졌다. 국내에는 야산에서 흔히 볼 수 있는 자이언트 하귀드와 같은 '속'에 해당하는 어수리(Common Hogweed)가 있지만, 같은 '종'이 아니고 특정 지역에서는 나물로도 먹을 만큼 안전하다고 한다.